# 医師 (律令制)

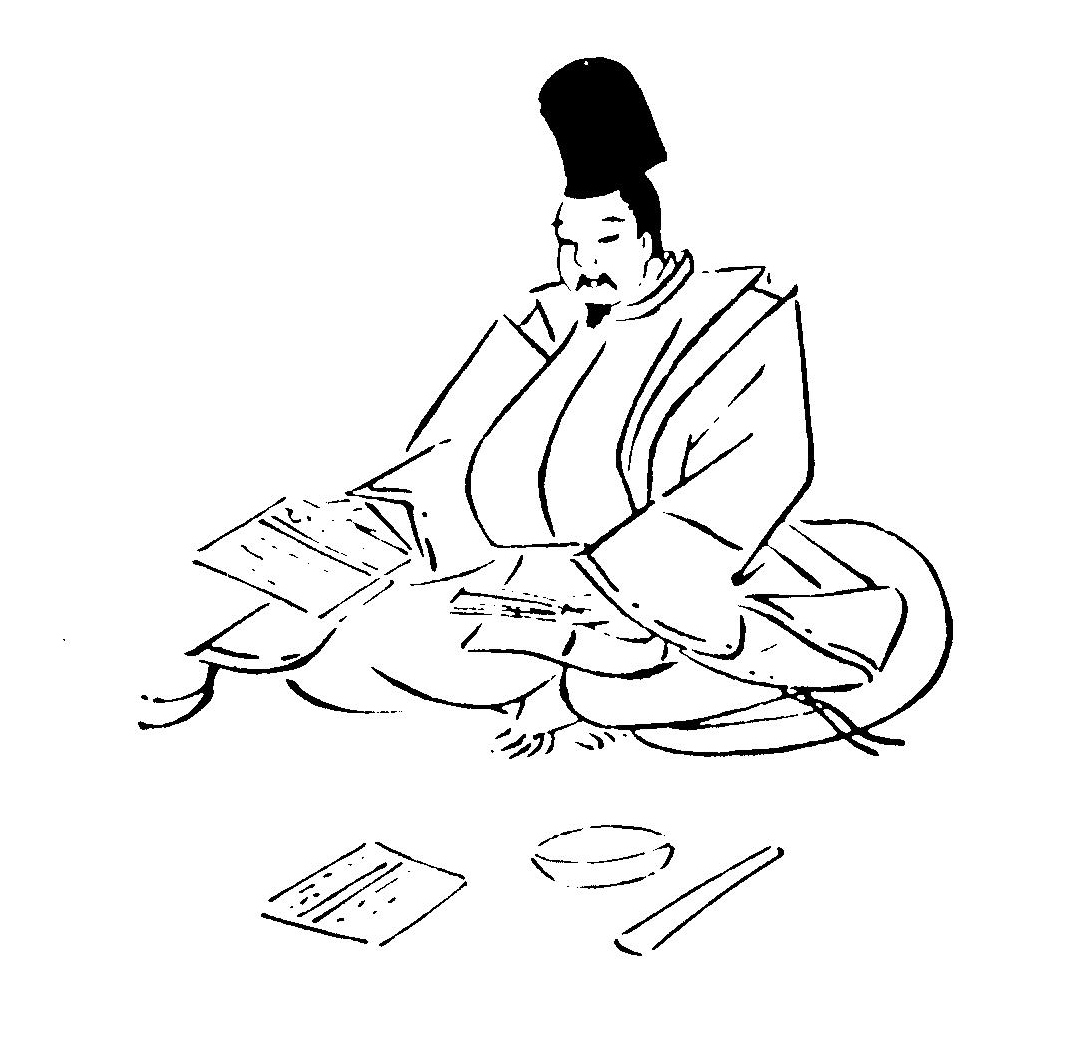
『七十一番職人歌合』三十四番に描かれた医師

医師（くすし）は、律令制下の日本における典薬寮の職員の1つ。従七位下相当で定員10名。
京中の庶人以上の疾病・瘡傷の治療にあたる。また、五位以上の貴族に対しては往診も行った。
医師になることを希望する者は、13-16歳位で医生として典薬寮に入学し、教養課程2年及び専門課程（内科7年、外科・小児科5年、耳鼻咽頭科・眼科・歯科4年）を経たのち、卒業試験と任官試験を受けて合格したものが最初に任じられる官職である。往診を受けた貴族の家では往診に来た医師の姓名と治療の良悪と治癒状況について宮内省に届け出て、その報告を基に6年後との勤務評価を行った。治癒率7割以上は上、5割以上は中、それ以下は下と判断され、6年間の平均が上に達すれば位階を2階上げられ、中であれば1階上げられ、下であれば解職された。また、ここでの実績が評価されて典薬寮内の上位の官職（典薬少属）に任じられたり、衛府などに所属する武官医師に転じる場合があった。
ただし、典薬寮及び医師の規定は、民間の医師の存在を否定・禁止するものではなかった。民間の医師は「里中医」と称せられ、『令義解』の獄令部分において、囚人が病気にかかった際に里中医を呼んで治療にあたらせ、贓贖物（贓物・贖物）をその費用にあてていたことが記されている。